# فرودگاه پتاواوا
فرودگاه پتاواوا (به انگلیسی: Petawawa Airport) یک فرودگاه نظامی با کد یاتا YWA است که یک باند فرود چمن دارد و طول باند آن ۱۱۵۸ متر است. این فرودگاه در کشور کانادا قرار دارد و در ارتفاع ۱۳۰ متری از سطح دریا واقع شده است.